# Annamanum irregulare
Annamanum irregulare là một loài bọ cánh cứng trong họ Cerambycidae.